# Franz Alexander
Franz Gabriel Alexander (22 gener 1891 Budapest - 8 març 1964 Palm Springs (Califòrnia) va ser psicoanalista i metge. Va estudiar medicina a les universitats de Budapest i Göttingen, així com a l'Institut Fisiològic de Cambridge, a Anglaterra. Després de servir com a metge durant la primera guerra mundial, va arribar a conèixer els treballs de Sigmund Freud i es va adonar que la psicoanàlisi seria clau en la comprensió de fenòmens mentals i biològics. Després d'això va rebre entrenament amb Hanns Sachs .
Se'l considera el " pare" de la psicosomàtica psicoanalítica i cofundador de la criminologia psicoanalítica. A més, va desenvolupar el concepte d'experiència emocional correctiva per definir una important veta en el procés terapèutic psicoanalític. Va ser el primer candidat en formació per l'Institut Psicoanalític de Berlín, del qual posteriorment va ser docent i un reconegut analista didàctic. Entre 1919 i 1930 va viure a Berlín .
Va ser convidat als Estats Units el 1930 per Robert Hutchins, el llavors president de la Universitat de Chicago, per ser el seu professor convidat en psicoanàlisi. Alexander treballar a l'Institut de Psicoanàlisi de Chicago, on Paul Rosenfels ser un dels seus estudiants. El 1950 va fer un resum de set malalties psicosomàtiques que posteriorment es van cridar Holy Seven. A finals dels anys 1950 va estar entre els primers membres de la Society for General Systems Research.

## Obres
- 1931, The Criminal, the judge and the public: A psychological analysis. (Together with Hugo Staub. Orig. ed. transl. by Gregory Zilboorg).
- 1960, The Western mind in transition : an eyewitness story. New York: Random House.
- 1961, The Scope of psychoanalysis 1921 - 1961: selected papers. 2. pr. New York: Basic Books.
- 1966, Psychoanalytic Pioneers de Franz Alexander (autor), Samuel Eisenstein (autor), Martin Grotjahn (editor), New York; London: Basic Books. También Transaction Publishers,U.S. (April 1995), ISBN 1-56000-815-6 (10), ISBN 978-1-56000-815-6 (13)